# El Margen (Granada)
El Margen (o simplemente Margen) es una localidad y pedanía española perteneciente al municipio de Cúllar, en la provincia de Granada, comunidad autónoma de Andalucía. Está situada en la parte septentrional de la comarca de Baza. Cerca de esta localidad se encuentran los núcleos de El Collado y La Alquería.

## Historia
Aunque existen vestigios de presencia humana al menos desde la Edad de Bronce, su origen como poblamiento continuado se encuentra a finales de la Edad Media y la dominación musulmana, cuando las tropas de los Reyes Católicos reconquistaron la región entre 1488 y 1489.
Los moros de El Margen siguieron practicando su religión hasta que, en 1500, fueron puestos en la difícil disyuntiva de convertirse o abandonar sus tierras. La mayoría se quedó y pasaron a ser denominados 'moriscos'. Tras la Rebelión de las Alpujarras en 1569, los nuevos cristianos fueron expulsados y sus tierras incautadas y distribuidas entre los repobladores venidos del resto de la península.

## Demografía
Según el Instituto Nacional de Estadística de España, en el año 2023 El Margen contaba con 212 habitantes censados, lo que representa el 5,35% de la población total del municipio.

### Evolución de la población
| Gráfica de evolución demográfica de El Margen entre 2013 y 2023 |
|                                                                 |
| Datos según el nomenclátor publicado por el INE.                |

## Cultura

### Fiestas
El Margen celebra cada año sus fiestas el 2 y el 3 de febrero en honor a San Blas, patrón del pueblo y a la Candelaria.